# Single Coil

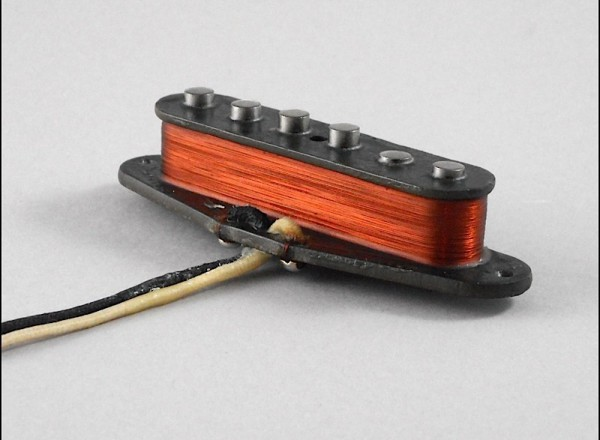
Fender Single Coil (ohne Abdeckkappe)

Der Single-Coil-Pickup (englisch für Ein-Spulen-Tonabnehmer) ist ein Tonabnehmer, der aus einem Permanentmagneten und einer aus sehr dünnem Draht gewickelten Spule um den Magneten besteht. Er dient zur elektrischen Abnahme eines Instrumentes. Er wird zur Verstärkung elektrischer, aber auch akustischer Instrumente genutzt. Beispiele für die Nutzung von Single-Coil-Tonabnehmern sind viele E-Gitarren und E-Bässe.
Die Klangcharakteristik des Single Coils kann als höhenreich und transparent beschrieben werden. Eine Weiterentwicklung ist der Humbucker, der Mitten-betonter klingt.

## Prinzip

Physikalisches Prinzip des Single-Coil-Pickup

Ein Tonabnehmer besteht aus einem Permanentmagneten und einer aus sehr dünnem Draht gewickelten Spule um den Magneten. Die Saitenschwingung wird durch Beeinflussung des Magnetfeldes in elektrische Spannung umgesetzt (Induktion). Diese geringen Spannungen (einige zehn bis wenige hundert Millivolt) können mittels eines Gitarrenverstärkers hörbar gemacht werden.

## Geschichte
Der erste serienmäßig in einer elektrisch verstärkten Schlaggitarre (Archtop) verwendete Single-Coil war der ab 1936 im Modell ES-150 des US-Herstellers Gibson eingebaute Charlie-Christian-Pickup. Dieser im Vergleich zu späteren Einzelspulern einfach aufgebaute Tonabnehmer erhielt seinen Namen durch die Bedeutung seines prominentesten Benutzers, des Jazz-Gitarristen Charlie Christian, der damit die Rolle der Gitarre in Musikgruppen maßgeblich formte und weiterentwickelte.
Die Gitarrenmodelle Stratocaster und Telecaster der Firma Fender waren ursprünglich mit zwei (Telecaster) beziehungsweise drei (Stratocaster) Single Coils ausgestattet, die mittels eines Pickup-Wahlschalters in verschiedenen Kombinationen aktiviert werden können. Auch heute noch ist dies die häufigste Konfiguration, daneben gibt es aber auch Modelle mit anderen Tonabnehmern.

## Konstruktion

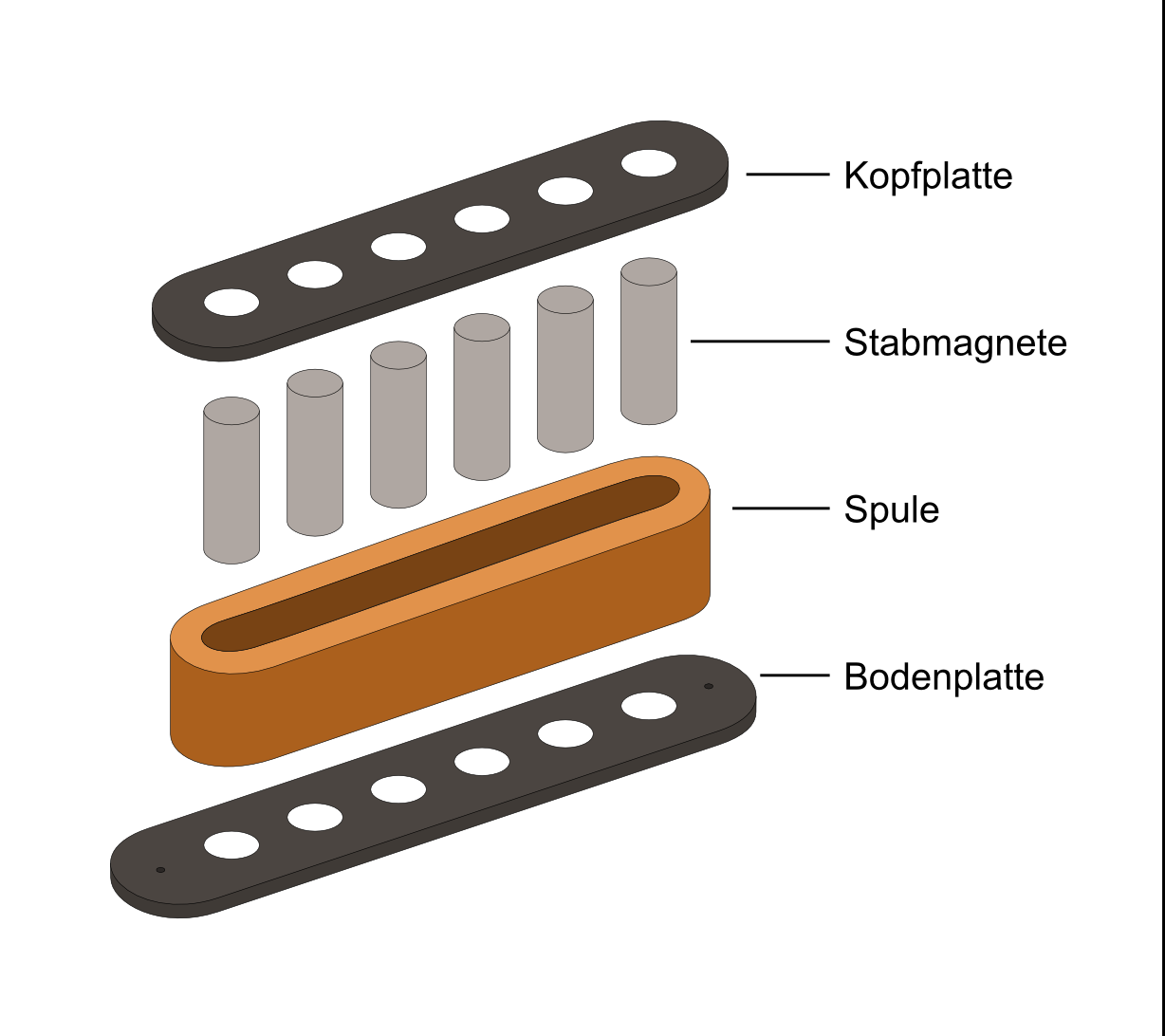
Explosionszeichnung eines Fender Single Coil

Es gibt verschiedene Arten von Single Coil Tonabnehmern, deren Gemeinsamkeit ist, dass lediglich eine Spule verwendet wird. Am bekanntesten ist dabei allerdings die Bauart, welche Leo Fender für seine erste E-Gitarre konstruierte und die wir noch heute – mit leichten Variationen – an einer Telecaster oder Stratocaster finden.

### Fender Single Coil
Wesentlich für den klassischen Fender Single Coil ist die Verwendung von sechs einzelnen zylinderförmigen Stabmagneten. Diese sind im Tonabnehmer direkt unter den sechs Saiten der Gitarre stehend angeordnet. Sie werden von einer Kopfplatte mit Löchern oben und einer ähnlichen Bodenplatte unten in Position gehalten. Um die Magneten herum ist die Spule aus dünnem Kupferdraht gewickelt. Häufig kommt noch eine Plastikkappe als Schutz hinzu, diese sind zum Beispiel bei den Tonabnehmern der Stratocaster üblich. Der Tonabnehmer wird an den überstehenden Enden der Bodenplatte an ein Pickguard oder direkt ins Holz festgeschraubt.
Die beiden Single Coils der Telecaster haben beide eine Besonderheit: Der Hals-Tonabnehmer ist mit einer Metallkappe ausgestattet. Der Steg-Tonabnehmer hat eine Metallplatte unter dem Boden. Beides beeinflusst das Magnetfeld und damit den Klang gegenüber der üblichen Bauweise.

### P90
Die P90-Modelle verwenden zwei Barrenmagneten, welche unter einer eher breit gewickelten Spule angeordnet sind. Sie liegen klanglich in etwa zwischen einem klassischen Fender Single Coil und einem Humbucker. Tonabnehmer vom Typ P-90 finden sich hauptsächlich auf einigen Gitarrenmodellen der Firmen Gibson und Epiphone.

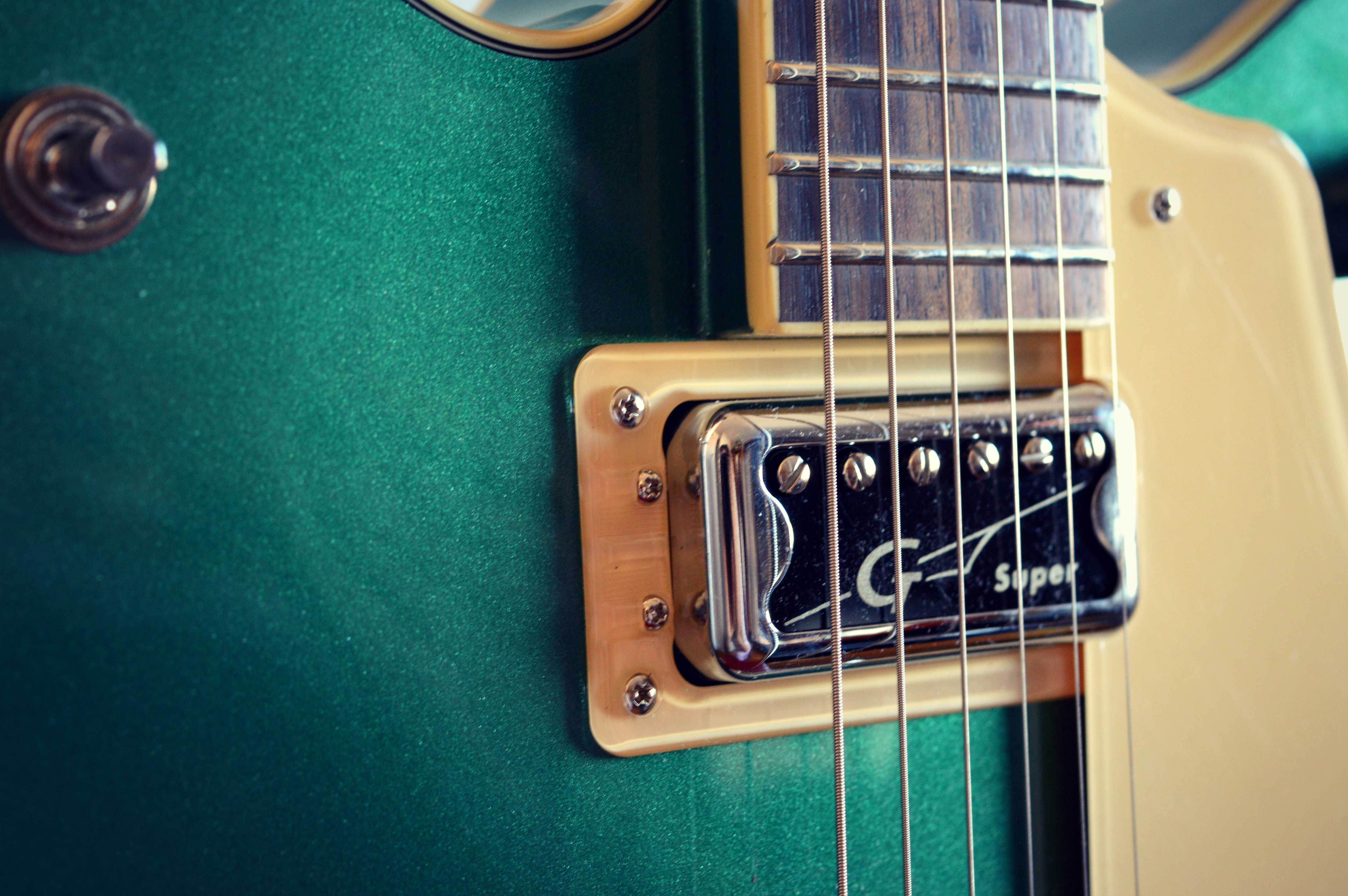
Gretsch HiLo'Tron Tonabnehmer

### Gretsch HiLo'Tron
Bei dieser Konstruktion ist ein Barrenmagnet seitlich der Spule angeordnet und die Pole Pices sind verstellbar. In seinem Gehäuse sieht der Tonabnehmer daher einem Humbucker mit Kappe ähnlich.

### Gretsch DynaSonic
Die Besonderheit des DynaSonic ist eine spezielle Halterung der Stabmagneten, welche es ermöglicht, deren Position mit einer kleinen Einstellschraube zu verstellen. Ähnlich wie bei vielen Tonabnehmern mit Barrenmagneten lässt sich damit die Stärke des magnetischen Feldes und damit die Signalstärke jeder Saite einzeln anpassen.

### G&L MFD
Die Magnetic Field Design Tonabnehmer waren die letzte Konstruktion von Leo Fender und entstanden zu seiner Zeit bei G&L. Hier befindet sich jeweils ein Stabmagnet unter einem verstellbaren Pole Pice. Die MFT-Tonabnehmer haben daher den Vorteil der individuellen Anpassbarkeit pro Saite. Durch die höhere Feldstärke kann eine Spule mit weniger Windungen verwendet werden, wodurch dann die Einstreuempfindlichkeit verringert wird.

## Nachteile

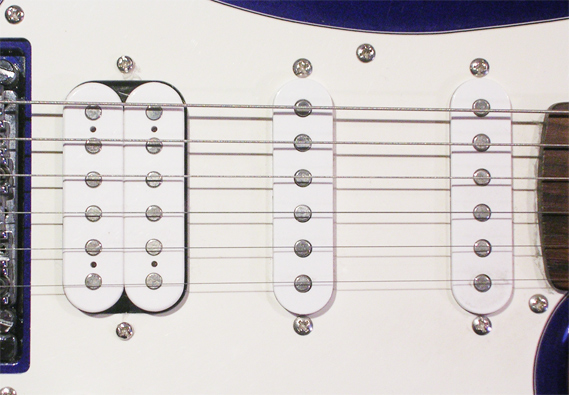
E-Gitarre mit einem Humbucker- (links) und zwei Single-Coil-Pickups (Mitte und rechts)

Der Nachteil des Single Coils ist die Einstreuempfindlichkeit. So werden das Magnetfeld störende Signale, wie sie beispielsweise von Transformatoren, Monitoren oder Leuchtstoffröhren abgestrahlt werden, mitübertragen und mitverstärkt. Man hört daher bei höherer Verstärkung oft ein Brummen in der Netzfrequenz des Stromnetzes, 50 Hz in Deutschland, 60 Hz in den USA.
Spätere Tonabnehmer haben dieses Problem behoben. Beim entsprechend benannten Humbucker werden dazu zum Beispiel zwei entgegengesetzt gewickelte Spulen verwendet, sodass sich die Störungen gegenseitig aufheben.

## Varianten

### RWRP (reverse wound/reverse polarity)
Bei Stratocaster-Gitarren (mit drei Single Coils) wird häufig ein mittlerer Pickup mit gegenläufiger Wicklung (engl. reverse wound) und umgedrehten Magneten (engl. reverse polarity) verbaut; diese Bauart wird oft verkürzt „reverse wound“ genannt. Man erzielt so eine Humbucker-Brummunterdrückung in den Zwischenpositionen (wenn der mittlere mit dem Hals- resp. dem Stegpickup kombiniert wird). Der Sound wird hierdurch im Vergleich zum „normalen“ Mittelpickup praktisch nicht verändert.
Bei Telecaster-Typen (mit zwei Single Coils) wird entsprechend ein RWRP-Halspickup verwendet.

### Noiseless
In den letzten Jahren kamen zusätzlich zahlreiche Pickup-Modelle auf den Markt, die mit verschiedenen technischen Vorkehrungen Nebengeräusche unterdrücken, aber trotzdem den typischen Single-Coil-Klang bieten. Dabei werden teilweise auch Konstruktionen als "Noiseless Single Coil" bezeichnet, die technisch aus zwei Spulen bestehen, z. B. in Form eines Stacked Humbucker.

## Musiker
Einige Gitarristen und Bands, die mit Single-Coil-Sounds assoziiert werden:
- Eric Clapton (Stratocaster)
- John Frusciante (Stratocaster und Telecaster)
- Rory Gallagher (Stratocaster)
- Jimi Hendrix (Stratocaster)
- Eric Johnson (Stratocaster)
- Muddy Waters (Telecaster)
- Rick Parfitt und Francis Rossi von Status Quo (beide Telecaster)
- Bruce Springsteen (Telecaster)
- Stevie Ray Vaughan (Stratocaster)
- David Gilmour (Stratocaster)
- Mark Knopfler (Stratocaster)
- Hank Marvin von The Shadows (Stratocaster)
- Ritchie Blackmore (Stratocaster)